# 福地信世
福地 信世（ふくち のぶよ、1877年7月15日 - 1934年5月22日）は、日本の地質工学者、舞踊作家。
福地桜痴（明治維新以前は、旗本〈外国奉行支配調役格通弁御用頭取、150俵3人扶持〉）の子として東京府東京市下谷区に生まれる。1900年、東京帝国大学理科大学地質学科卒業。大学院に進んだ後、1905年に古河鉱業会社に入社する。のち帝国大学理学部講師を務めた。
演劇にも通じ、藤蔭静樹・花柳寿輔・花柳寿美の後援者であった。晩年は、舞踊界に関わり国民文芸会幹事、新舞踊会の顧問などを務める。『福地信世遺稿』にその著は収められている。
1969年、東京大学の梶原良道により、岩手県花輪鉱山の黒鉱鉱床から発見された新鉱物は、教室の大先輩である福地にちなんで福地鉱（Fukuchilite）と命名された。